# NGC 7468
NGC 7468 (другие обозначения — PGC 70332, UGC 12329, IRAS23004+1619, MK 314, PRC C-69, ZWG 453.52, KUG 2300+163) — галактика в созвездии Пегас.
Этот объект входит в число перечисленных в оригинальной редакции «Нового общего каталога».